# Bela Vista da Caroba
Bela Vista da Caroba là một đô thị thuộc bang Paraná, Brasil. Đô thị này có diện tích 148,107 km², dân số năm 2007 là 4210 người, mật độ 27,6 người/km².